# Bill Boyd (Pokerspieler)
William Walter „Bill“ Boyd (* 27. Januar 1906 in McNeil, Arkansas; † 21. November 1997 in Las Vegas, Nevada) war ein professioneller US-amerikanischer Pokerspieler. Er ist Mitglied der Poker Hall of Fame und gewann vier Bracelets bei der World Series of Poker.

## Pokerkarriere

### Werdegang
Boyd galt als Spezialist in der Pokervariante Five Card Stud. Er gewann in Las Vegas alle vier Turniere der World Series of Poker in dieser Variante.
Zudem ist Boyd auch für die rasante Verbreitung der Variation Omaha Hold’em mitverantwortlich. Boyd, der zu dieser Zeit im Kartenraum des Golden Nugget Manager war, bot das Spiel 1983, kurz nachdem es Robert Turner erfunden hatte, erstmals an. 1981 wurde Boyd in die Poker Hall of Fame aufgenommen. Zu seinen Ehren erhielt er 1989 die erste Pokerhand, die im Hotel Mirage gegeben wurde. Er starb im November 1997 im Alter von 91 Jahren.

### Braceletübersicht
Boyd kam bei der WSOP viermal ins Geld und gewann vier Bracelets:
| Jahr | Buy-in (in $) | Turnier              | Teilnehmer | Preisgeld (in $) |
| ---- | ------------- | -------------------- | ---------- | ---------------- |
| 1971 | 01.000        | Limit Five Card Stud | 10         | 10.000           |
| 1972 | 10.000        | Limit Five Card Stud | 02         | 20.000           |
| 1973 | 10.000        | Limit Five Card Stud | 01         | 10.000           |
| 1974 | 05.000        | Limit Five Card Stud | 08         | 40.000           |